# Emil Barth

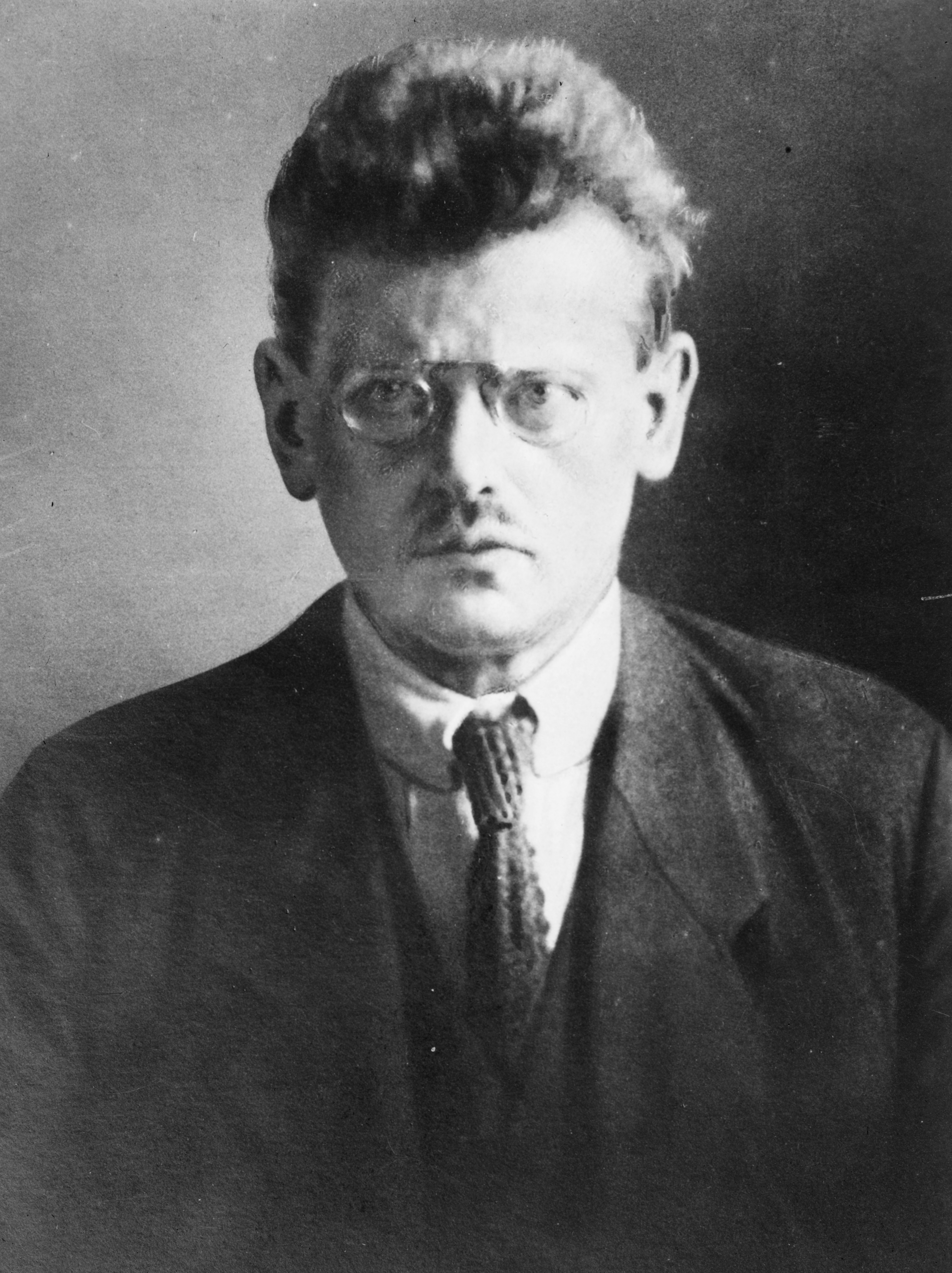
Emil Barth, 1918.

Emil Barth, född 23 april 1879 i Heidelberg, död 17 juli 1941 i Berlin, var en tysk politiker.
Barth var ursprungligen metallarbetare och tillhörde vid tyska revolutionens utbrott 1918 Spartacusförbundet, men övergick från denna till de oberoende socialdemokraternas högra flygel samt inträdde 10 november i regeringen som folkkommissarie för socialpolitiska ärenden. Liksom sina partikamrater i regeringen Hugo Haase och Wilhelm Dittmann kom han snart i konflikt med högersocialdemokraterna, och alla tre utträdde ur regeringen efter den på rikskonferensen 17 december inträffade brytningen mellan de båda dittills samverkande socialistgrupperna. 
Barth var impulsiv och opålitlig som politiker samt personligen moraliskt vanryktad. Sedan den socialdemokratiske riksförsvarsministern Gustav Noske på partikongressen i Weimar i juni 1919 avslöjat Barths intriger för att med hjälp av frivilliga gardeskavalleriskyttekåren störta regeringen, tog de oberoende socialdemokraternas partistyrelse offentligen avstånd från honom, och hans korta politiska roll var utspelad.